# Oncidium micropogon
Oncidium micropogon  es una especie de orquídea del género Oncidium. Es nativa de Brasil.

## Descripción
Es una orquídea de pequeño tamaño, que prefiere climas tibios y calientes para su cultivo.Tiene los hábitos epifitas con pseudobulbo amplio y ovoide, comprimido y parcialmente envuelto en  2 vainas basales que llevan  1 o 2 hojas apicales, coriáceas, oblongo lineales  con ápices redondeados. Florece en el verano y otoño en una inflorescencia axilar, arqueada, larga y colgantes, de 30 a 45 cm de longitud, racemosa, con3 a 10 flores que tienen brácteas agudas ovado-triangulares.

## Distribución y hábitat
Es una especie de Brasil donde se encuentra desde las cálidas tierras bajas cerca de ríos y árboles hasta los bosques montanos frescos en las alturas de alrededor de 300 metros.   

## Sinonimia
- Oncidium dentatum Klotzsch (1855)
- Oncidium macropetalum Klotzsch (1855)
- Alatiglossum micropogon (Rchb.f.) Baptista (2006)[1]